# DC Towers
DC Towers буде парою хмарочосів, з яких, станом на 2021 рік, збудовано один. Архітектором обох будинків є вранцузький архітектор Домінік Перро. DC Tower 1 є найвищим будинком у Відні та Австрії. Він розташований на березі річки Дунай, в районі Кайзермюлен, де є домінантою. Загальна площа будівлі становить 93 600 м², з них 66 000 м² припадають на офісні приміщення. Будівництво будівлі тривало з 2010 по 2013 рік. Завдяки своєму чорному фасаду, будівля є примітною будовою в діловому районі Відня.

## Будівництво
Хмарочос побудований в єдиному архітектурному стилі — футуризм. Його форма являє собою призму, одна із сторін якої виглядає “гранованої”. Основні матеріали облицювання будівлі — скло, а каркас побудований з армованого бетону.

## Галерея

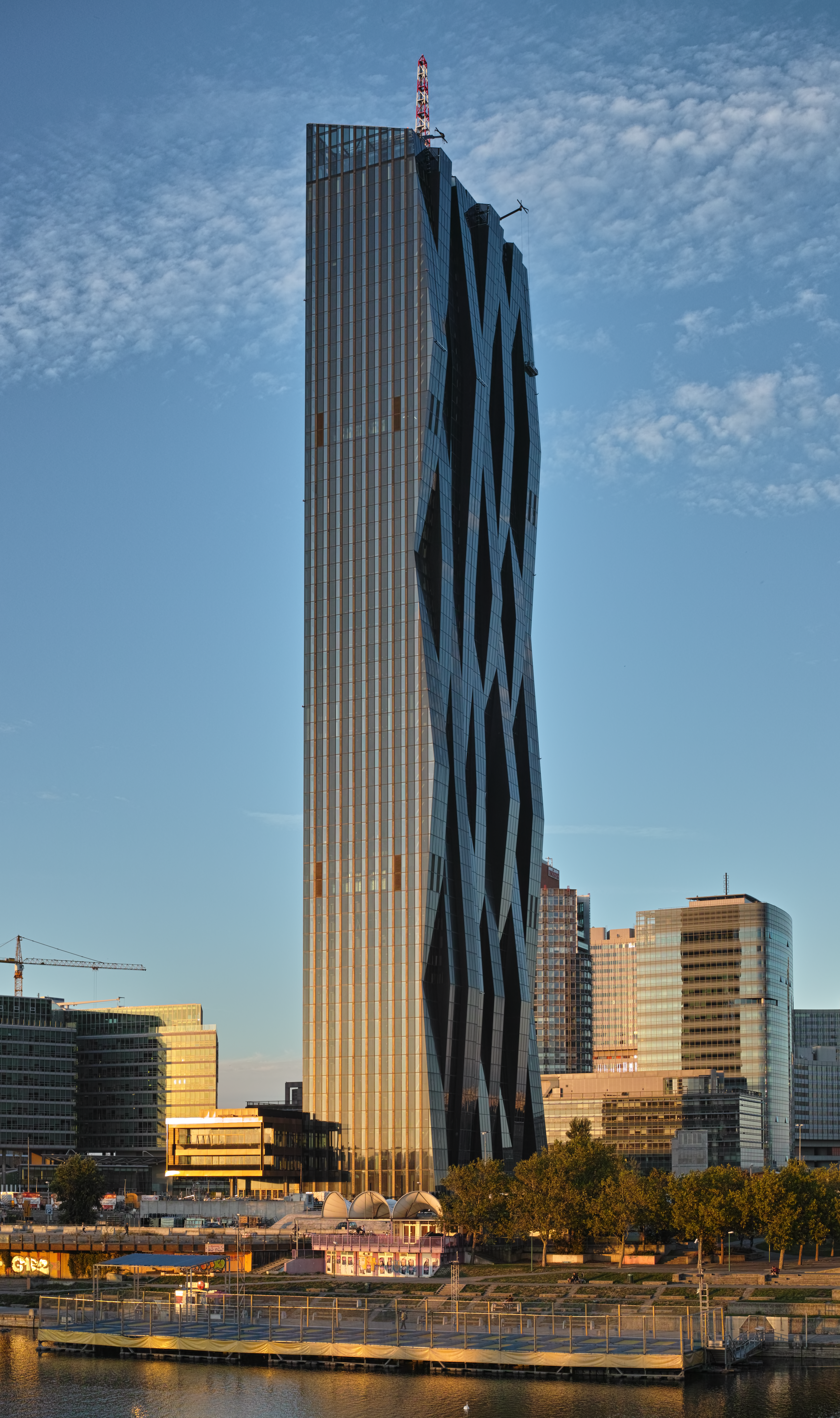
Вид з південного заходу
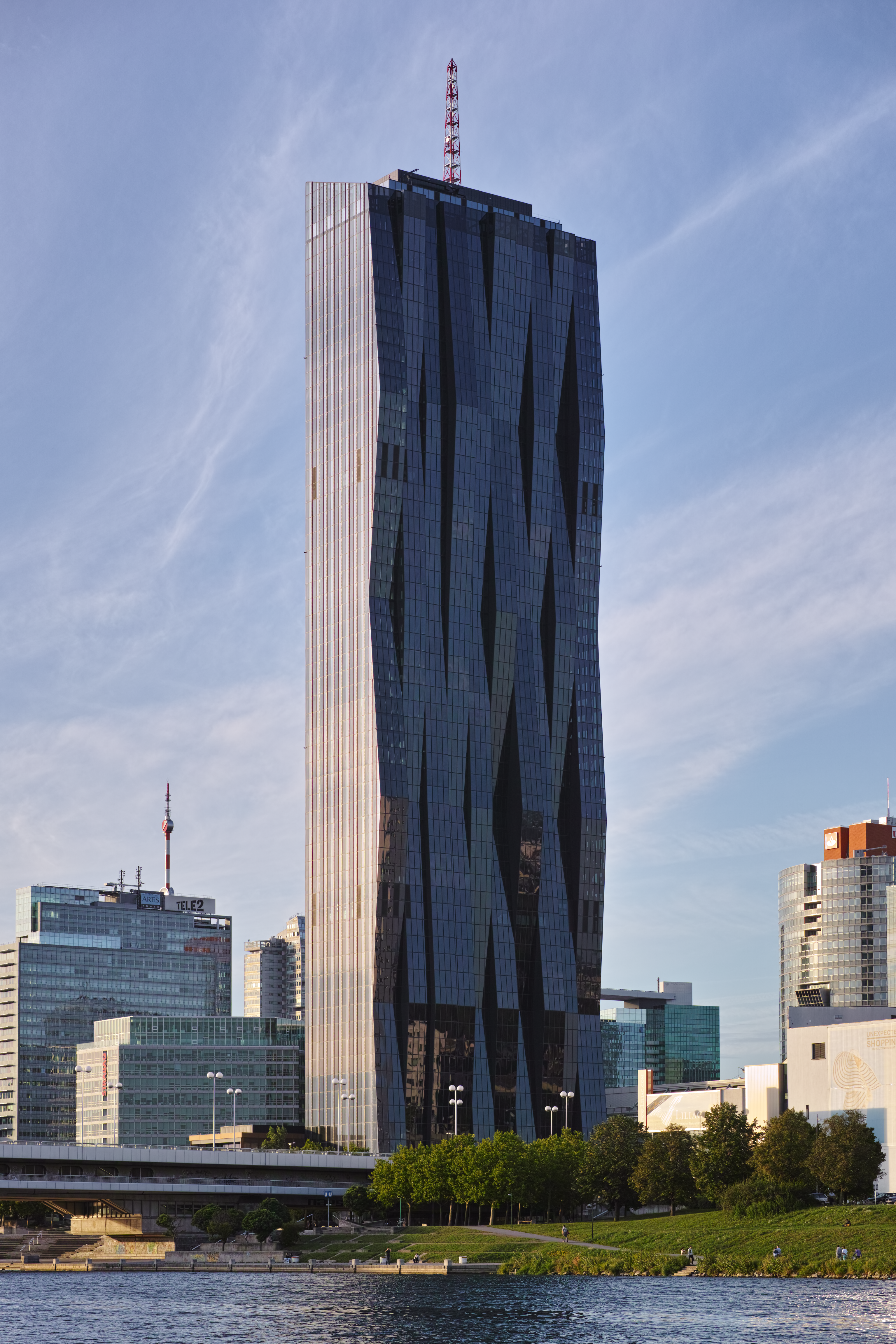
Вид з півдня
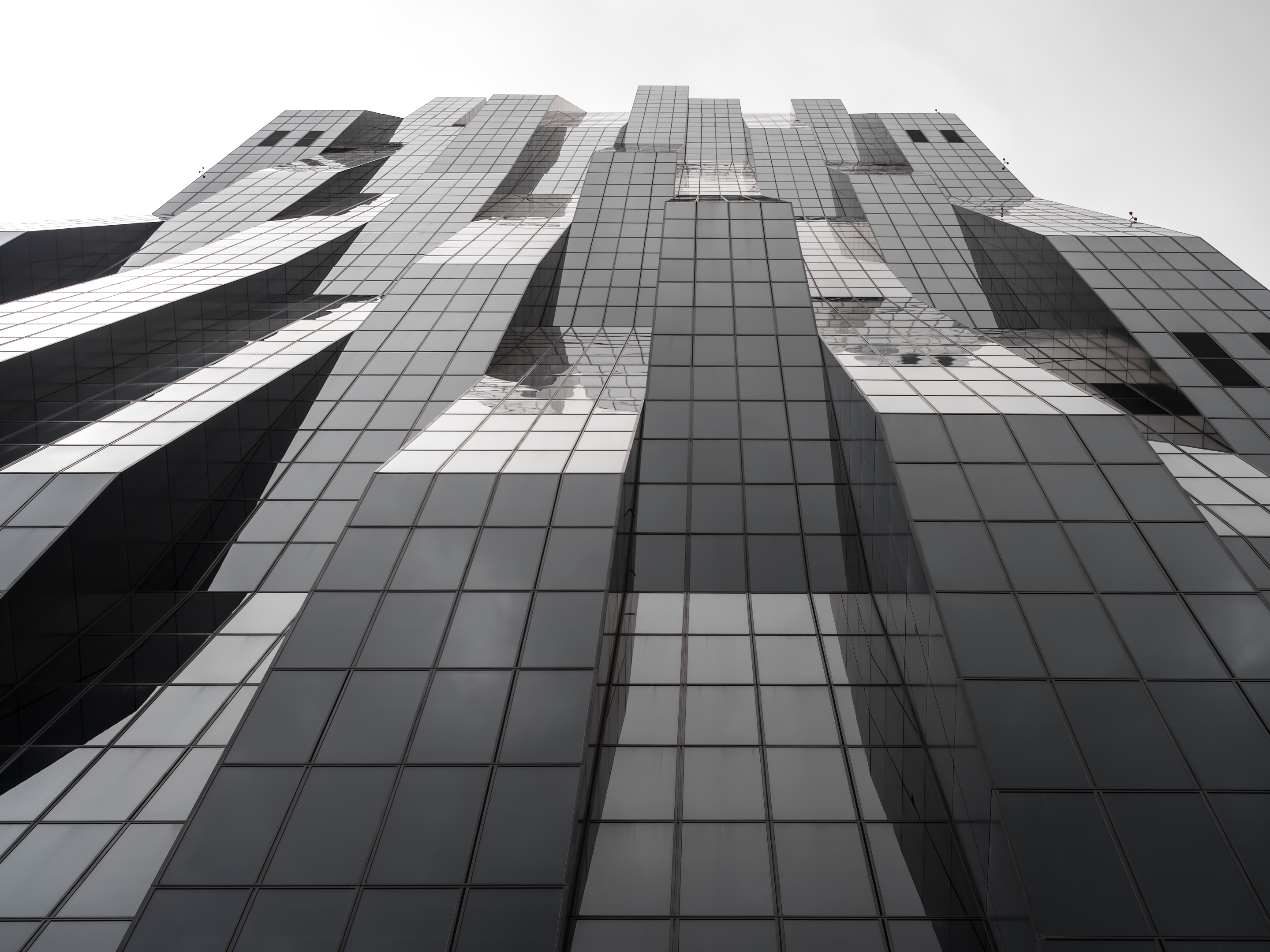
Південно-східний фасад
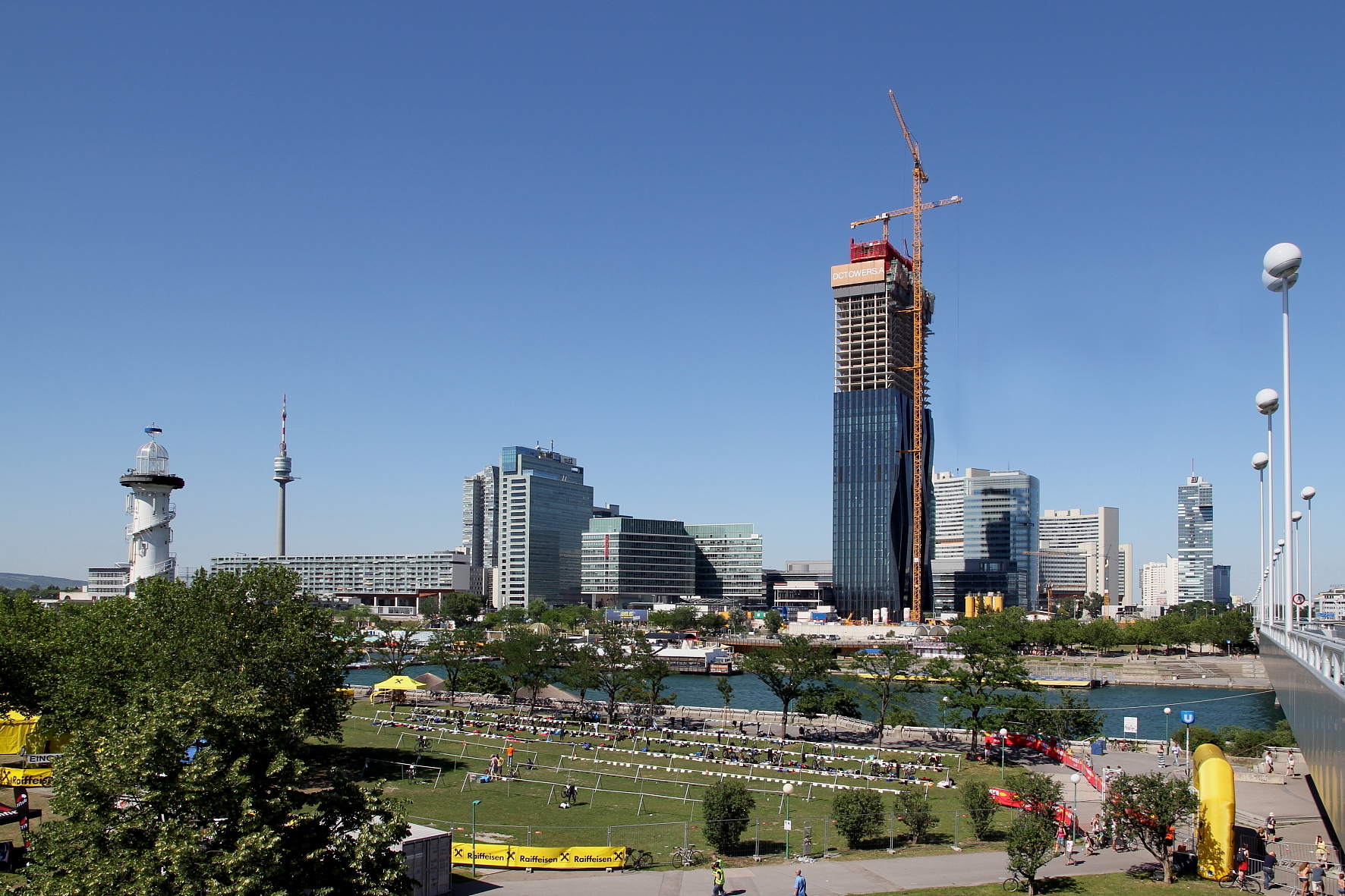
Вид з південного заходу під час будівництва (2012)
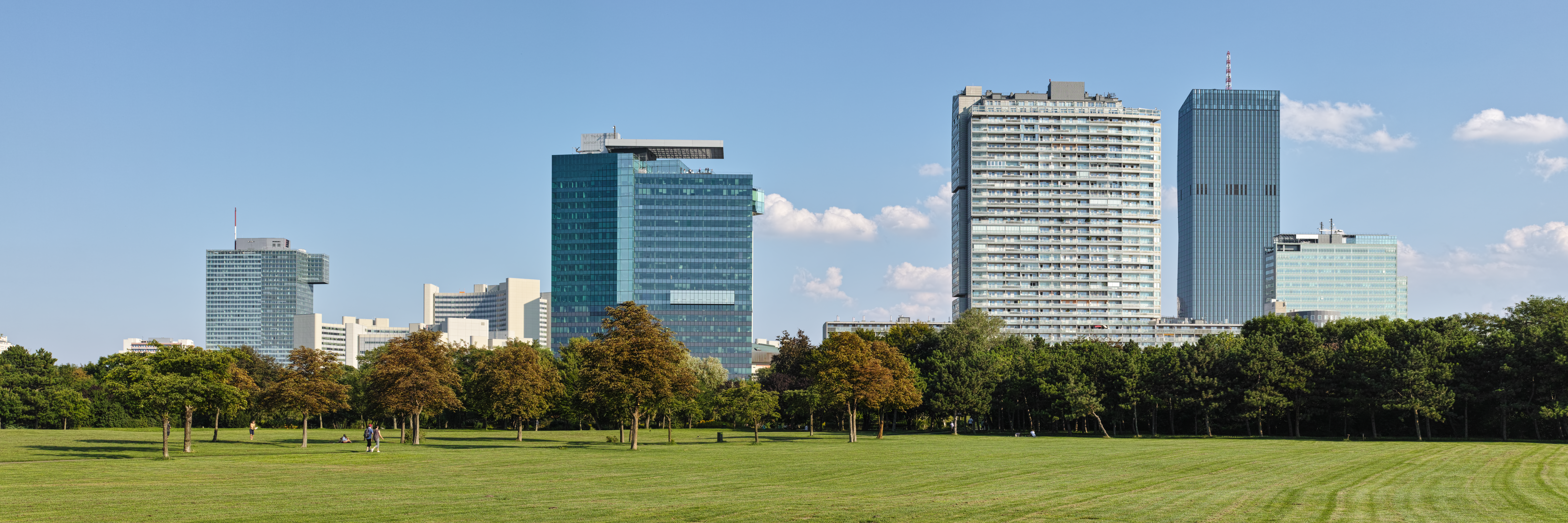
Donau City і DC Tower 1 з північного заходу